# Kenza Farah
Pour les articles homonymes, voir Farah.
 (octobre 2021).
 (octobre 2021).
Kenza Farah née le 8 juillet 1986 à Béjaïa en Algérie, est une chanteuse et auteure-compositrice-interprète franco-algérienne de RnB, de hip-hop et de pop.
De 2007 à 2019, la chanteuse a vendu plus de 700 000 disques.

## Biographie
Kenza Maouche Farah né le 8 juillet 1986 à Béjaïa en Algérie, puis grandit dans le 15e arrondissement de Marseille, dans les quartiers nord. Elle a quatre sœurs et un frère. Elle commence à faire des concerts de quartier, participe à des concours de chant dans des maisons de jeunesse. À la suite de ces concours de chant, Kenza Farah rencontre des producteurs qui lui permettent d'enregistrer quelques morceaux en studio, dont Mon ange, Trésor et Il m'a trahie. Elle signe la production de l'album Karismatik en 2014.
Le 26 septembre 2020, elle donne naissance à son premier enfant, une petite fille prénommée Manel.
Le 15 novembre 2022, elle donne naissance à un petit garçon prénommé Issa.

## Albums

### Authentik
Authentik, son 1er album, contenant 18 titres (dont deux sur la réédition) et plusieurs collaborations avec Big Ali, Sefyu, Le Rat Luciano, Le silence des mosquées et Idir, sort le 11 juin 2007. Il sera porté par les titres Je me bats, Appelez moi Kenza et Lettre du front avec la participation du rappeur Sefyu. L'album est certifié double disque d'or en très peu de temps. Le 10 décembre 2007, Kenza Farah sort une réédition de son album Authentik et entame une tournée à travers toute la France. Le 21 avril 2008 sort Authentik Mixtape, une mixtape réunissant 20 titres qui sont ses anciens morceaux des années 2000 à 2006.

### Avec le cœur
En mars 2008, à l'Olympia, Kenza Farah s'est vu décerner le Trophée de la meilleure artiste R'n'b à la Cérémonie des trophées du hip-hop de Virgin 17 face à Amel Bent, Vitaa, Shy'm, Mélissa M, etc.
Le 17 novembre 2008, elle sort un deuxième album, Avec le cœur, le premier double album du R'n'B français contenant 22 titres et plusieurs collaborations avec les Psy 4 De La Rime, Busy Signal, Roldan du groupe Orishas et les Nina Sky. L'album est porté par les singles Au Cœur de La rue, J’essaie encore, Celle qu'il te faut (avec Nina Sky) et Désillusion du Ghetto. Puis Kenza Farah entame une tournée à travers toute la France, avec un Zénith de Paris. Elle est la première femme du R'n'B français ayant fait le Zénith. L'album est certifié disque de platine,.

### Trésor
Le 15 novembre 2010 sort son troisième album Trésor. Il contient le titre Là ou tu vas figurant sur la bande originale du film Coursier. Composé de 17 chansons, avec des productions de Maleko, Canardo, Wealstarr, Hamo 93, Yvan, Animalsons, Time up et Focus, et plusieurs collaborations avec Younes, Alonzo, Kayline (Karismatik), Nabila (Karismatik), et un trio avec Léa Castel et Mélissa M. L’album est porté par les singles Crack Musik avec la participation d'Alonzo, Opérationnel, Cœur Prisonnier et Sans jamais se plaindre. Kenza Farah participe à la compilation Raï'n'B Fever par Dj Kore sur le titre Loin en featuring avec Cheb Mami.
En 2011, elle était animatrice sur la radio Beur FM tous les samedis de l'été de 14 h à 15 h. Kenza Farah participe à un morceau de Dibi Dobo qui s’intitule Tous de la fête.

### 4 Love
Après 3 albums sous le label Karismatik et la maison de disques Warner Music Group, la chanteuse signe chez Jive Records et la maison de disques Sony Music pour 4 albums en janvier 2012, mais reste chez Karismatik en production. Le quatrième album de la chanteuse Kenza Farah s'intitule 4 Love, l'album est sorti dans les bacs et en téléchargement légal le 3 septembre 2012 dans une version standard et une édition limitée. La chanteuse dit de cet album qu'il est dans la lignée de ses 3 précédents avec une réelle évolution musicale, vocale, artistique, un nouvel univers ainsi que de nouvelles mélodies. Ce nouvel album contient 12 titres dont le morceau Coup de cœur avec la participation du rappeur marseillais Soprano. Tous les textes sont écrits par Kenza Farah, sauf deux titres, Mohamed, titre qui rend hommage à Mohamed Bouazizi, qui est coécrit avec le rappeur Youssoupha et Croire En Nos Rêves coécrit avec Lino. Sur ce nouvel opus on retrouve les producteurs Skalpovich, Dj E-Rise et Mounir Maarouf. Deux titres qui figurent sur ce nouvel opus sont disponibles, Lucky qui est le premier extrait de l'album et Quelque part qui est le premier single officiel extrait de cet album. Avant la sortie de cet album, Kenza Farah a participé à divers projets. Notamment, elle participe au projet du rappeur H-Magnum Dream sur le morceau Une Larme. Le clip de ce titre est en ligne. Elle figure sur le deuxième album de Segnor Alonzo Amour Gloire & Cité qui est sorti le 4 juin 2012 sur le morceau Minight Express. Le clip de ce titre est en ligne. Le second single de l'album 4 Love de Kenza Farah est le titre Coup de cœur avec la participation du rappeur Soprano le clip est disponible.
Kenza Farah est nommée avec Soprano aux NRJ Music Awards 2013 dans la catégorie « Groupe/duo francophone de l'année ». Le troisième single issu de l'album 4 Love est le morceau dance/électro Avec Toi, mais l'exploitation du titre sera abandonnée. Kenza Farah a fait une tournée qui est passée par l’Olympia le 2 février 2013.
En 2013, Kenza Farah reprend avec Lucenzo le titre Obsesión d'Aventura en version espagnole et française qui est le second single de l'album Tropical Family. Le clip est disponible. Elle participe aussi avec Pitbull au titre Habibi I Love You du chanteur marocain Ahmed Chawki produit par RedOne.

### Karismatik
Le cinquième album de la chanteuse Kenza Farah s'intitule Karismatik (le nom de son label). Ce nouvel album sort le 29 septembre 2014, toujours sous le label Jive Records, Karismatik et la maison de disques Sony Music. Sur cet album, la chanteuse a travaillé avec plusieurs producteurs dont RedOne. La chanteuse dit que cet album est une influence de plusieurs genres musicaux, de RnB, de hip-hop ou encore de pop. C'est un « cocktail » de ses précédents albums avec son ressenti sur la vie actuelle, sur ce qu'elle voit et ce qu'elle ressent. Cet album contient 13 titres dont 2 participations, une avec le rappeur JUL et un avec Bunji sur le titre Tour Du Monde. Le premier single de cet album s'intitule Yätayö, le second single de cet album s'intitule Problèmes avec la participation du rappeur JUL. Le troisième single s'appelle Briser Les Chaînes, il est également produit par RedOne. Un autre single a été dévoilé par l'artiste, la chanson s'intitule Il est.

### Fais le jobet éventuel sixième opus
Le 2 août 2016, Kenza Farah sort un single surprise intitulé Fais le job (remix du titre du rappeur, et ami de Kenza Farah, Alonzo) aux sonorités hip-hop. Elle annonce préparer son sixième album qui devait marquer ses 10 ans de carrière et prévu pour le premier trimestre 2017. Finalement, l'album a été repoussé de deux ans.

### Au clair de ma plume
Après quatre ans d’absence, Kenza Farah dévoile le titre Photos le 6 juillet 2018 qui annonce la sortie de son sixième album Au clair de ma plume qui est sorti le 22 février 2019. Il comporte 12 titres. Cet album marque donc le retour de l'artiste.
La musique La cible contient des extraits du film Dalida.

## Implications humanitaires et politiques
Kenza Farah se mobilise pour plusieurs associations : ASFR solidarité , Action contre la faim en enregistrant un single; l'association Cé ke du bonheur[réf. nécessaire]
En 2011, Kenza Farah a participé au single Des ricochets avec un collectif de 80 artistes français et internationaux au profit de l'UNICEF pour venir en aide à la corne d'Afrique. En 2012, elle chante pour le Téléthon. En 2014 elle soutient les associations Ummah Charity & Barakacity appelant aux dons pour soutenir les populations de Gaza et les Rohingyas de Birmanie. La même année elle participe au single Kiss & Love pour le Sidaction aux côtés de 120 voix de personnalités (Chanteurs, Animateurs, Humoristes, ...) francophones dont Pascal Obispo, La Fouine, TAL, Cyril Hanouna, Maitre Gims, Gad Elmaleh, Florence Foresti, etc. Elle donne sa voix pour le titre Ensemble défendant la cause africaine aux côtés de 15 artistes dont Laam, Tunisiano, Sabrina Ouazani.
Elle participe régulièrement à des concerts et des festivals défendant une cause, comme lors de l'édition 2014 du Festival international de Timgad en Algérie en solidarité aux Palestiniens aux côtés de nombreux artistes comme Rim'k, Kayna Samet, Indila, etc.

## Actrice
En 2012, Kenza Farah joue le rôle principal dans une micro-websérie nommée Condamnée et composée de trois épisodes d'environ 1 min 30 s chacun à suivre sur différentes plateformes internet de l'artiste, produite par 1986 Prod, on y voit une Kenza très professionnelle. En 2013, Kenza Farah participe au tournage d'un film-animé produit par Warner Bros. pour l'émission Bunny Tonic sur France 3 intitulé La Ruée Vers l'Œuf qui a été diffusé le dimanche 31 mars 2013, elle joue le rôle de Calamity Kenza. Ce film-animé regroupe plusieurs personnalités telles que Taïg Khris, Willy Rovelli (chroniqueur, humoriste et écrivain) ainsi que Philippe Candeloro.
En 2014, elle tourne également pour Nos chers voisins sur TF1, en tant que guest-star.

## Télévision
Elle est plusieurs fois l'invitée de divers plateaux télés et radios comme Planète Rap, Bienvenue chez Cauet, Touche pas à mon poste ! et Le Mag.
Fin 2013, elle participe à la première saison de l'émission Ice Show sur M6 dans l'équipe de Philippe Candeloro.
Elle sera éliminée de peu en finale.
En mai 2014, elle participe à une nouvelle émission de recherche de talents musicaux qui s'intitule Music Explorer, les chasseurs de sons, sur France Ô ; elle est marraine au côté de trois autres parrains. Elle se rend au Maroc et en Algérie afin de dénicher des talents. Quelque temps après elle récupère un talent de son équipe n'ayant pas remporté l'émission, Harone, et le fait signer sur son label, Karismatik.
En avril 2015, elle s'envole pour la deuxième saison de l'émission Music Explorer, les chasseurs de sons sur France Ô. Pour cette deuxième saison, elle se rend à Istanbul en Turquie afin de parrainer de nouveaux talents.

## Discographie

### Albums
- 2007 : Authentik
- 2008 : Avec le cœur
- 2010 : Trésor
- 2012 : 4 Love
- 2014 : Karismatik
- 2019 : Au clair de ma plume

### Singles
- 2004 : Seule sans toi
- 2007 : Je me bats / Appelez-moi Kenza [Sortie CD Single]
- 2007 : Lettre du front (avec Sefyu)
- 2007 : Plus rien sans toi  (avec T North)
- 2007 : System D  (avec T North et Yak et Degom)
- 2007 : Rap without border  (avec T North, Yak, Ligne 26, Degom)
- 2007 : Seulement 13 ans  (avec T North)
- 2008 : 15e hardcore (avec G.A.P soosol)
- 2008 : Au cœur de la rue / J'essaie encore [Sortie CD Single]
- 2009 : Celle qu'il te faut, (avec Nina Sky)
- 2009 : Je représente
- 2009 : Désillusion du ghetto
- 2010 : Là où tu vas (extrait de la bande originale du film Le Coursier de Luc Besson) [sortie CD single]
- 2010 : Militante (Street Single)
- 2010 : Crack Musik (avec Alonzo)
- 2010 : Opérationnel
- 2010 : Cœur prisonnier
- 2010 : Ainsi va la vie (avec Younes)
- 2011 : Sans jamais se plaindre
- 2011 : Tous de la fête (avec Dibi Dobo)
- 2012 : Quelque part / Lucky [Sortie CD Single]
- 2012 : One By One (avec Laza Morgan)
- 2012 : Coup de cœur (avec Soprano)
- 2013 : Avec toi
- 2013 : Message d'espoir (avec LIM et Alibi Montana)
- 2013 : Habibi I Love You (avec Ahmed Chawki et Pitbull)
- 2013 : Obsesion (avec Lucenzo) sur l'album du collectif Tropical Family
- 2014 : Yätayö
- 2014 : Problèmes (avec Jul)
- 2014 : Briser les chaines
- 2014 : Il est
- 2015 : Liées (avec Ridsa)
- 2015 : Chtah Chtah (avec Aymane Serhani) sur l'album du collectif Oriental Family
- 2016 : Fais le job
- 2016 : Mon ange 2.0
- 2018 : Photos
- 2018 : Bandit
- 2019 : Ne me quitte pas
- 2019 : Au clair de ma plume

### Duo / compilations
- 2007 : La France des couleurs (Sous le ciel de Marseille en duo avec Idir)
- 2007 : Le Charme en personne (réédition — Terre à terre en duo avec Kamelancien)
- 2008 : Raïn'B Fever 3 (Ya mama en duo avec Najim)
- 2009 : Maghreb United (Au-delà des apparences en duo avec Rim'k)
- 2010 : Trésor (Ainsi va la vie en duo avec Younes)
- 2011 : Raïn'B Fever 4 (Loin en trio avec DJ Kore et Cheb Mami)
- 2011 : Afrikaeton (Tous de la fête en duo avec Dibi Dobo)
- 2011 : Asliyi (Tidyanin en duo avec Mohamed Allaoua)
- 2011 : Authentik (Cri de Bosnie en duo avec Le Silence des Mosquées)
- 2012 : Dream (Une larme en duo avec H Magnum)
- 2012 : Midnight Express (Amour, Gloire & Cité en duo avec Segnor Alonzo de Psy 4 de la Rime)
- 2012 : One By One (avec Laza Morgan)
- 2013 : Message d'espoir (avec Alibi Montana et LIM)
- 2013 : Dale (avec Soldat Jahman & Luis Guisao) (by Mounir Belkhir)
- 2013 : Habibi I Love You (avec Ahmed Chawki et Pitbull — by RedOne)
- 2013 : Tropical Family (Obsesión avec Lucenzo)
- 2014 : La Force d'y croire ft. Kenza Farah (avec Princess Sarah)
- 2014 : Problèmes (avec Jul)
- 2015 : Liées (avec Ridsa)
- 2015 : Chtah Chtah (avec Aymane Serhani) sur l'album du collectif Oriental Family
- 2015 : Safi (avec DJ Kayz) sur l'album Paris Oran New York
- 2016 : Petit frère (avec Elams)
- 2016 : Mon ange 2.0
- 2017 : Désolé (avec I Candy) sur l’album Pay Me Now de Dj Moh Green

## Distinctions
| Année | Travail nommé       | Cérémonie                | Catégorie                  | Résultat   |
| ----- | ------------------- | ------------------------ | -------------------------- | ---------- |
| 2008  | Kenza Farah         | L'Année du hip-hop       | Meilleur artiste R'N'B     | Lauréat    |
| 2013  | Kenza Farah/Soprano | NRJ Music Awards         | Groupe/Duo Francophone     | Nomination |
| 2013  | Kenza Farah/Soprano | Trace Urban Music Awards | Meilleure Collaboration    | Nomination |
| 2013  | Kenza Farah         | Trace Urban Music Awards | Meilleure artiste féminine | Nomination |

## Controverses
Durant l'été 2008, alors qu'elle était en promotion d'Authentik Mixtape, Kenza Farah déclare être victime d'un accident de la route. Elle aurait été violemment percutée par un chauffard à la sortie du studio d'enregistrement. Cependant, des rumeurs mettent en doute son accident. Finalement, il s'avèrera que cet "accident" a été inventé de toutes pièces.
En 2012, Kenza Farah s'est battue avec Léa Castel. Elle annonce alors mettre un terme à sa carrière, avant de finalement renoncer.
En 2016, son futur ex-mari pirate son compte Twitter, et écrit que Kenza Farah ne serait pas l'auteure de ses chansons, qu'elle aurait eu recours à l'achat de faux "followers" à plusieurs reprises, ou encore qu'elle aurait gagné 70 000 euros lors de la liquidation de son ancien label Karismatik.